# Prusinowice (Zduńska Wola)
Pour les articles homonymes, voir Prusinowice.
Prusinowice est une localité polonaise de la gmina de Szadek, située dans le powiat de Zduńska Wola en voïvodie de Łódź.